# كاورو تاكامورا
كاورو تاكامورا (باليابانية: 高村薫)‏ (6 فبراير 1953 في هيغاشيسوميوشي-كو - ) روائية من اليابان.

## روابط خارجية
- كاورو تاكامورا على موقع IMDb (الإنجليزية)
- كاورو تاكامورا على موقع قاعدة بيانات الفيلم (الإنجليزية)